# مجلة الصفحة الجديدة
مجلة الصفحة الجديدة أو داس نويه بلات Das Neue Blatt هي مجلة ألمانية أسبوعية نسائية للتصاميم الصحفية تصدر في ألمانيا.

## تاريخ المجلة وملفها الشخصي
نُشرت مجلة الصفحة الجديدة Das Neue Blatt أول مرة في عام 1950. طُبعت المجلة في ألمانيا، وتم توزيعها من قِبَل مجموعة باور فيرلاغسغروب للنشر ومقرها هامبورغ.  وتم توزيعه في الولايات المتحدة من قبل منشورات اللغة الألمانية في إنجلوود بولاية نيو جيرسي. تنشر المجلة مجموعة باور فيرلاغسغروب للنشر بشكل أسبوعي ويقع مقرها الرئيسي في هامبورج.
تتحدث مجلة الصفحة الجديدة Das Neue Blatt مثل صحف التابلويد الألمانية الأخرى في الغالب عن الملوك والمشاهير الأوروبيين. تشمل المواضيع الأخرى المعتادة الصحة والطبخ والموضة والسفر والمعيشة. شغل كاي وينكلر منصب رئيس تحرير المجلة منذ عام 2002.

## التداول
بلغ تداول مجلة الصفحة الجديدة Das Neue Blatt خلال الربع الأخير من عام 2000 حوالي 1,002,051 نسخة. أصبحت المجلة في عام 2001 واحدة من أفضل 50 مجلة نسائية في جميع أنحاء العالم مع توزيع 1,002,000 نسخة.
بلغ تداول مجلة الصفحة الجديدة Das Neue Blatt حوالي 902,000 نسخة في عام 2006. كما باعت المجلة على 518,897 نسخة في عام 2010.

## روابط خارجية
- German Language Publications Online